# Chùa Linh Sơn (Đà Lạt)

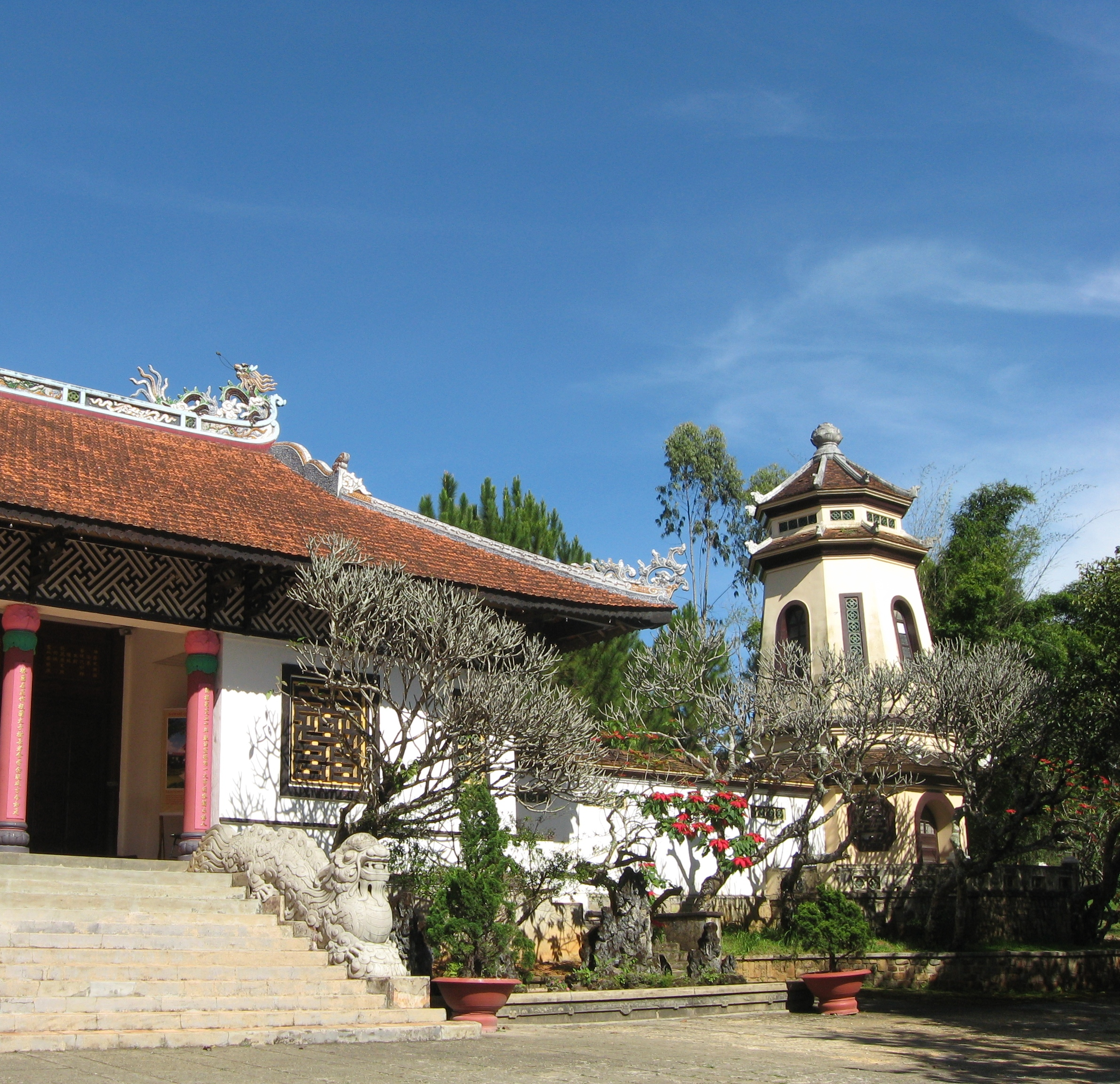
Chùa Linh Sơn

Chùa Linh Sơn là một trong những ngôi chùa lớn và lâu đời ở thành phố Đà Lạt, tỉnh Lâm Đồng.
Chùa nằm trên một ngọn đồi thấp, tại số 120 đường Nguyễn Văn Trỗi, Phường 2 và cách trung tâm thành phố khoảng 700m về phía Tây Bắc.
Chùa được Hội Phật học Trung Phần khởi công xây dựng vào năm 1938, và hoàn thành vào năm 1940. Đây là một quần thể kiến trúc bao gồm nhiều hạng mục trên một khu vực rộng khoảng 4 hecta. Trong chùa, hiện có một pho tượng Phật Thích Ca ngồi trên tòa sen bằng đồng nặng 1250 kg, đúc năm 1952 và một đại hồng chung cũng bằng đồng, nặng 700 kg, đúc năm 1958 . 
Hiện nay, chùa Linh Sơn là nơi đặt Văn phòng Ban Trị sự GHPGVN tỉnh Lâm Đồng, Văn phòng Ban Trị sự GHPGVN thành phố Đà Lạt và Trường Trung cấp Phật học Lâm Đồng. Chùa từng là trú xứ của nhiều bậc danh tăng Việt Nam thời cận đại như Hòa thượng Thích Trí Thủ, Hòa thượng Thích Diệu Hoằng, Thiền sư Thích Nhất Hạnh, Hòa thượng Thích Mãn Giác, Hòa thượng Thích Từ Mãn, Hòa thượng Thích Bích Nguyên, Hòa thượng Thích Tánh Hải, Hòa thượng Thích Chơn Thiện v.v.
Chùa Linh sơn từng là nơi diễn ra Đại hội lần III của tổ chức Gia đình Phật tử Việt Nam từ ngày 31/07/1955 đến ngày 03/08/1955.
Chùa còn là nơi diễn ra phong trào đấu tranh Phật giáo chống lại sự đàn áp tôn giáo của chính quyền Ngô Đình Diệm. Nhiều tăng ni, phật tử chùa đã vị pháp thiêu thân để bảo vệ Phật Pháp và hoà bình thế giới như Đại đức Thích Quảng Thiện, Đại đức Thích Thiện Mỹ, Đại đức Thích Viên Đạo và Phật tử Nữ sinh Đặng Thị Ngọc Tuyền ...

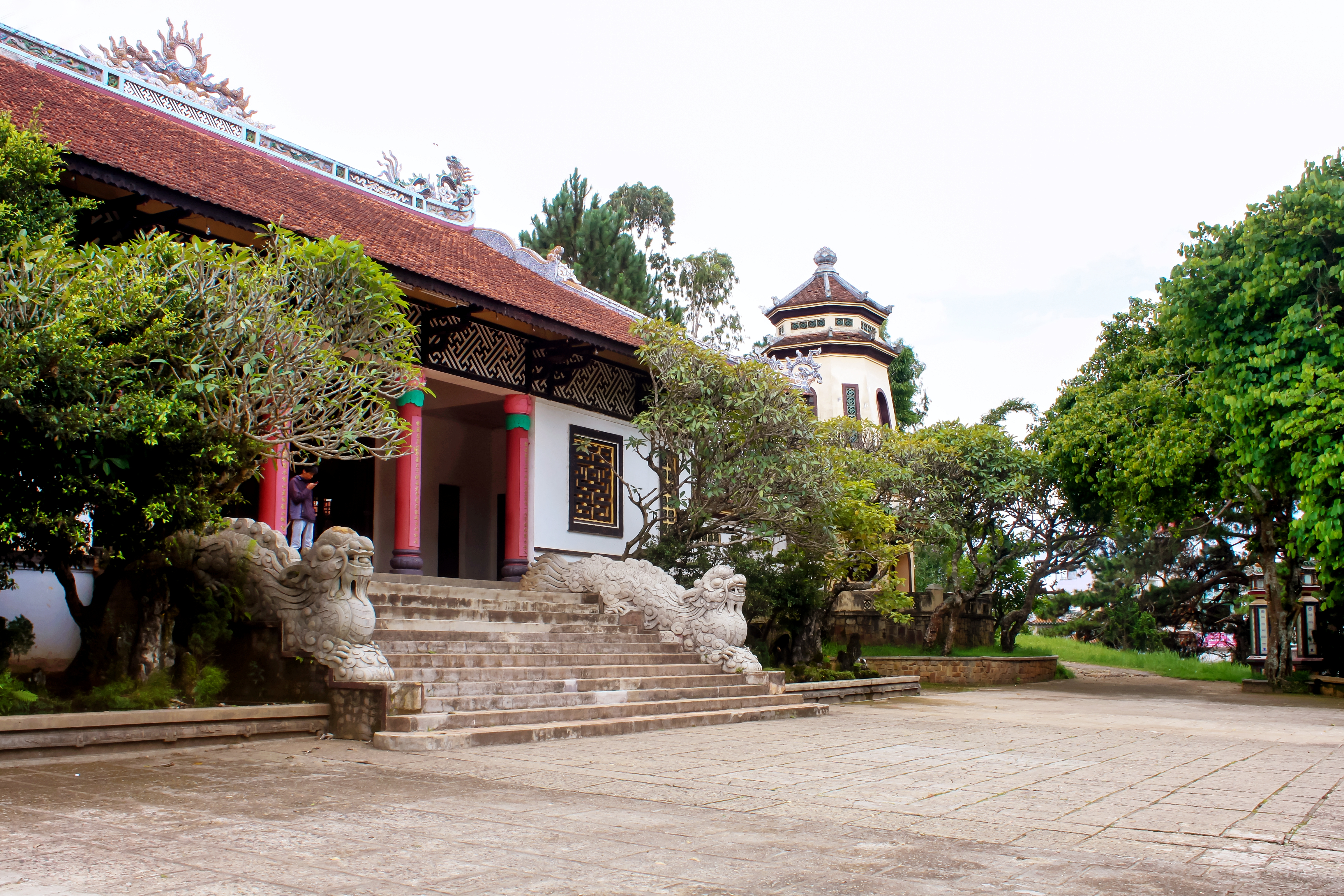
Chánh điện và bảo tháp Đa Bảo

Từ năm 1938 tới nay, chùa trải qua các đời trụ trì: Hòa thượng Thích Trí Thủ, Hòa thượng Thích Diệu Hoằng, Hòa thượng Thích Từ Mãn, Hòa thượng Thích Bích Nguyên; từ năm 1964 là Hòa thượng Thích Từ Mãn; từ năm 1992 là Hoà Thượng Thích Tánh Hải và hiện nay là Hoà Thượng Thích Viên Như.

## Một vài hình ảnh

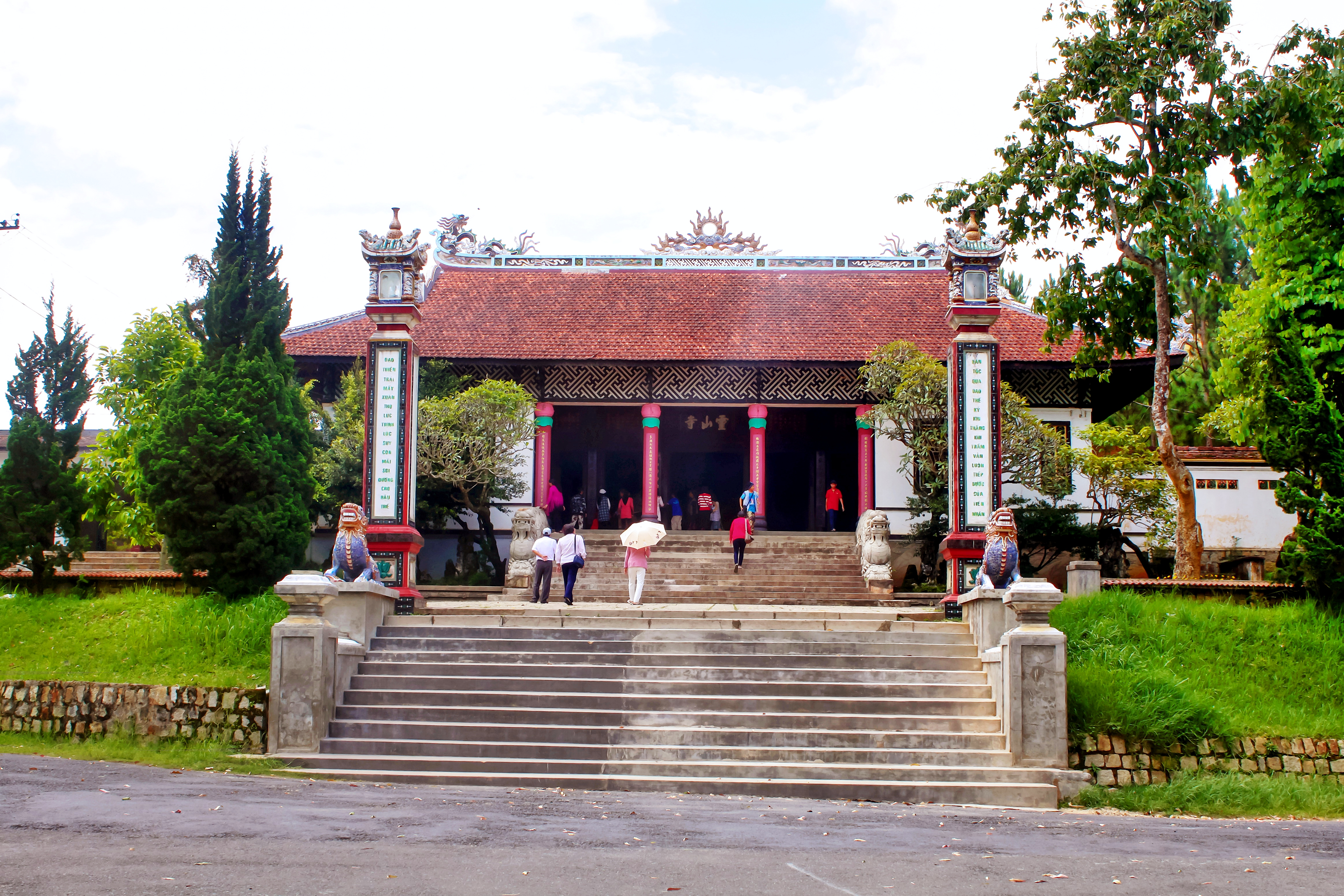
Chánh điện
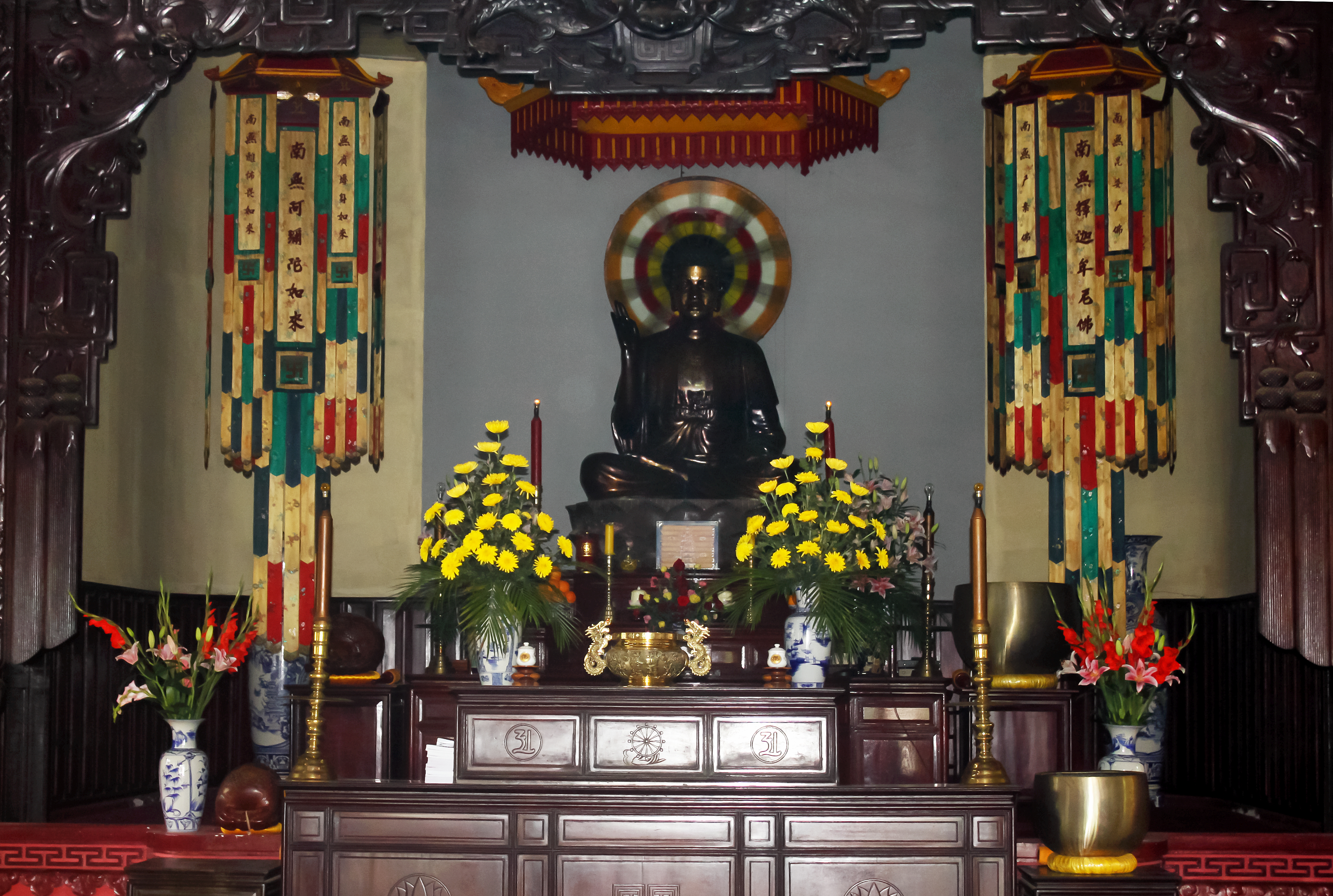
Tượng Phật Thích Ca trong chánh điện.
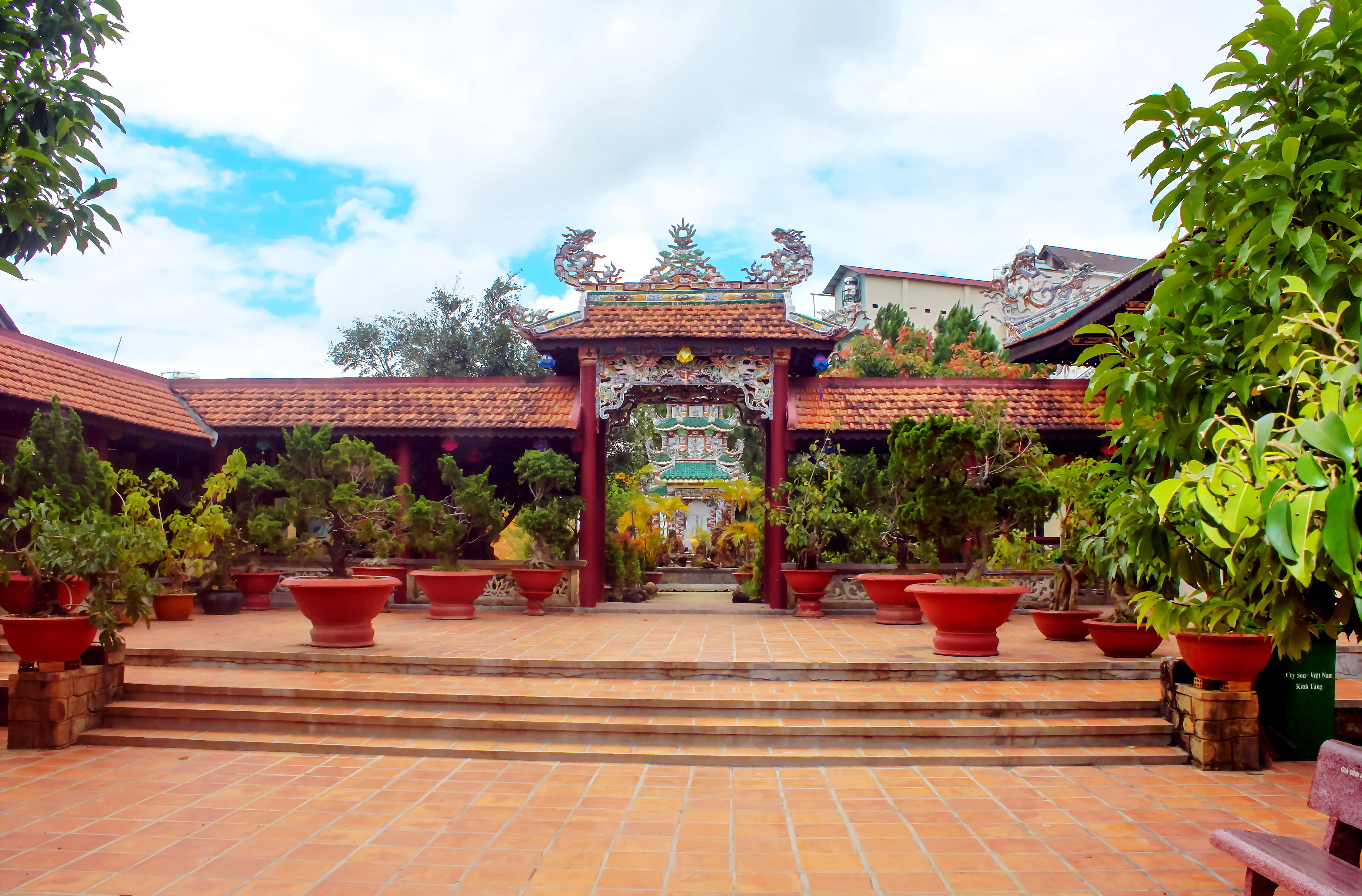
Cửa vào khu tháp mộ
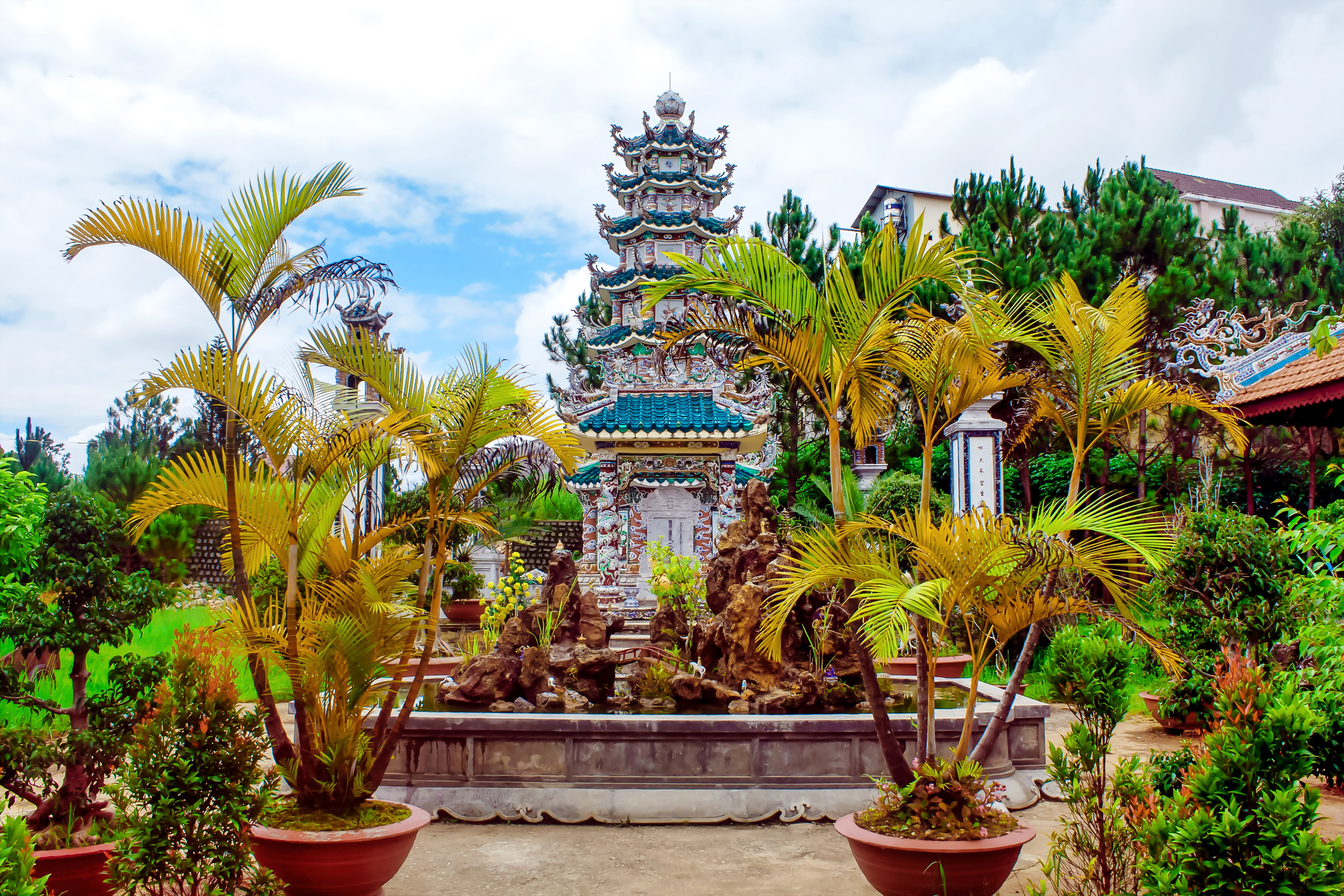
Tháp mộ Hòa Thượng Thích Từ Mãn